# Valentin von Ballestrem

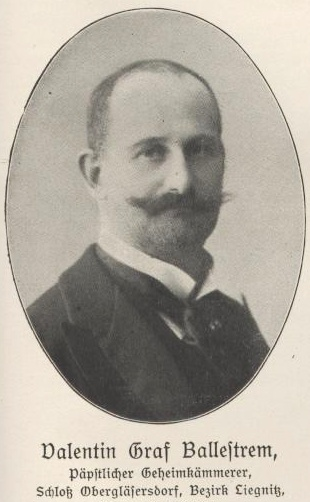
Valentin Graf von Ballestrem

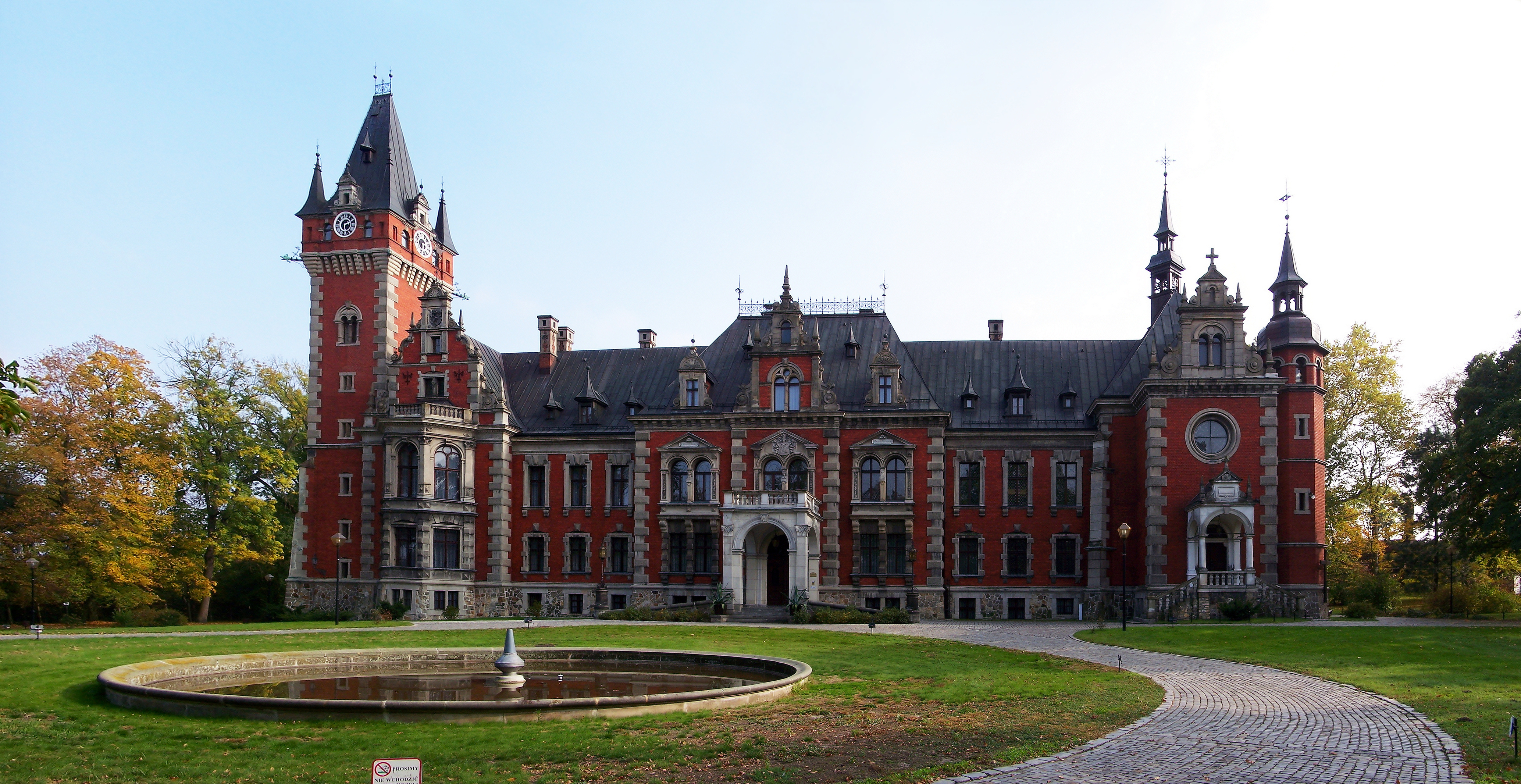
Vorderansicht des Schlosses Ballestrem

Valentin Wolfgang Gustav Alexander Joseph Christian Graf von Ballestrem (* 21. Dezember 1860 in Breslau, Provinz Schlesien; † 17. Mai 1920 auf Schloss Plawniowitz, Landkreis Gleiwitz) war ein deutscher Montan-Industrieller und Politiker (Zentrum).

## Familie
Valentin von Ballestrem entstammte der alten katholischen schlesischen Adelsfamilie Ballestrem. Er war der älteste Sohn des Zentrumspolitikers und langjährigen Präsidenten des deutschen Reichstags Franz Graf von Ballestrem (1834–1910) und der Hedwig Gräfin von Saurma (1838–1915). Ballestrem heiratete am 20. Februar 1900 auf Gut Brustawe (Landkreis Militsch) die 14 Jahre jüngere Agnes Gräfin zu Stolberg-Stolberg (* 11. Mai 1874 auf Gut Thomaswaldau, Landkreis Bunzlau; † 26. März 1940 auf Gut Ober Gläsersdorf, Landkreis Lüben), die Tochter des Friedrich Graf zu Stolberg-Stolberg (1836–1904) und der Bertha Gräfin von Falkenhayn (1844–1916). Aus dieser Ehe gingen die Söhne Nikolaus Graf von Ballestrem (1900–1945), Carl Wolfgang Graf von Ballestrem (1903–1994), Friedrich-Leopold Graf von Ballestrem (1909–2014), Hubert Graf von Ballestrem und Franz Anton Graf von Ballestrem (1912–1982) hervor.

## Leben
Als Erbe des Ballestrem’schen Familienvermögens galt er als einer der reichsten Männer Deutschlands. Er war Mitinhaber des mächtigsten Wirtschaftsimperiums des Deutschen Reiches, das die Ballestrems seit 1798 aufgebaut hatten. Die Besitzverwaltung befand sich in Ruda. Zum Konzern gehörten u. a. in der Nähe von Gleiwitz die VOH-Hütte (später „Hütte des 1. Mai“), die Walzerei der Laband AG, die „Consolidation Bergbau“ sowie 50 % der Anteile an der Sandbahn von Peißkretscham (heute Pyskowice). Auch die Oberschlesische Eisenbahnbedarf AG in Gleiwitz, zu der inzwischen auch die Huldschinsky-Werke gehörten und die die Friedenshütte und Antonienhütte kontrollierte, war Teil des Familienkonzerns.
Ballestrem war nach dem Tod seines Vaters in den Jahren von 1910 bis 1918 erbliches Mitglied des preußischen Herrenhauses. Diese Mitgliedschaft war an den Besitz des Familienfideikommiss Plawniowitz gebunden. Außerdem war er Majoratsherr auf Ober-Gläsersdorf (Landkreis Lüben) und Aufsichtsrat im Schlesischen Bankverein. Zudem war er Mitglied („Mitgliedsevidenz“) im Kaiserlichen Automobil-Club (1914) und Obedienzritter im katholischen Malteserorden.
Als Student der Rechtswissenschaften an der Eberhard Karls Universität Tübingen war Ballestrem Mitglied der katholischen Studentenverbindung AV Guestfalia Tübingen im CV. Während seines Studiums in Breslau wurde er 1881 Mitglied der KDStV Winfridia Breslau im CV sowie 1882 Mitglied der KDStV Badenia (Straßburg) Frankfurt am Main.

## Veröffentlichungen
- Groß-Strehlitz – Kreisstadt mit bewegter Kirchengeschichte. In: Heimatbrief der Katholiken des Erzbistums Breslau, Jg. 11 (1984), Heft 2, S. 19–26.
- Tagebuch eines Maltesers an der ungarischen Grenze. In: Revue de l’Ordre Souverain Militaire de Malte, 2, Neue Serie, Band XVI, 1958, S. 67–68.

## Genealogie
- Hans Friedrich von Ehrenkrook, Jürgen Thiedicke von Flotow und andere: Genealogisches Handbuch der Gräflichen Häuser B (Briedadel). 1953. Band I, Band 6 der Gesamtreihe GHdA. Herausgegeben vom Deutschen Adelsarchiv, C. A. Starke Verlag, Glücksburg (Ostsee) 1953, ISSN 0435-2408, S. 8–9.